# Chalcedectus guaraniticus
Chalcedectus guaraniticus är en stekelart som först beskrevs av Embrik Strand 1911.  Chalcedectus guaraniticus ingår i släktet Chalcedectus och familjen puppglanssteklar. Inga underarter finns listade i Catalogue of Life.